# Felix Pipes
Fritz Felix Pipes (Praga, 15 aprile 1887 – Seattle, 20 gennaio 1983) è stato un tennista austriaco.

## Palmarès

### Olimpiadi
- Argento a Stoccolma 1912 nel doppio maschile outdoor.